# Эльгера, Иван
Иван Эльге́ра Бухия (исп. Iván Helguera Bujía; 28 марта 1975 года) — испанский футболист, защитник и полузащитник. Будучи полузащитником, одинаково хорошо владел и оборонительными и атакующими действия. Наиболее известен по выступлениям за «Реал Мадрид», где провёл восемь сезонов.
В сборной Испании сыграл 47 матчей и забил 3 гола. Представлял свою страну на ЧМ-2002 и двух европейских первенствах: ЧЕ-2000 и ЧЕ-2004.

## Биография
Родился в Сантандере, Кантабрия. Играть профессионально Иван начал в небольшом клубе «Манчего» и «Альбасете», появившись на поле в 14 играх Сегунды в сезоне 1996/97. Позже Эльгера был куплен итальянским клубом «Рома», наряду с соотечественником Сесаром Гомесом, но покинул клуб после единственного сезона, чтобы присоединиться к «Эспаньолу», где его отличные выступления привели к заключению сделки с мадридским грандом - «Реалом» ещё до завершения сезона 1998/99.

## Сборная
- Первый матч: 18.11.1998 с Италией 2:2
- Участвовал на чемпионатах Европы в 2000 и 2004 году, а также ЧМ-2002.

## Командные достижения
Реал Мадрид
- Чемпион Испании: 2001, 2003, 2007
- Обладатель Суперкубка Испании: 2001, 2003
- Победитель Лиги Чемпионов: 2000, 2002
- Обладатель Суперкубка УЕФА: 2002
- Обладатель Межконтинентального Кубка: 2002

 Валенсия
- Обладатель Кубка Испании: 2008